# Villebichot
Villebichot – miejscowość i gmina we Francji, w regionie Burgundia-Franche-Comté, w departamencie Côte-d’Or.
Według danych na rok 1990 gminę zamieszkiwało 275 osób, a gęstość zaludnienia wynosiła 27 osób/km² (wśród 2044 gmin Burgundii Villebichot plasuje się na 638. miejscu pod względem liczby ludności, natomiast pod względem powierzchni na miejscu 918.).